# JTBC
A Joongang Tongyang Broadcasting Company (JTBC; em português:  Companhia de Radiodifusão Joongang Tongyang; hangul: 제이티비씨; rr: Jeitibissi; estilizado como jtbc) é uma rede de televisão por assinatura e empresa de mídia sul-coreana fundada em 2011. A emissora está sediada em Mapo-gu, Seul.

## História
O JoongAng Ilbo, que fazia parte da Samsung, já havia sido dono de uma emissora de televisão. Em 1964, fundou a Tongyang Broadcasting Company (TBC) e administrou a rede por 16 anos. Em 1980, no entanto, o TBC foi forçosamente fundido com o KBS estatal pelo regime militar de Chun Doo-hwan. Na sua fundação, em 2011, alguns analistas de mídia consideraram o retorno de JoongAng Ilbo à televisão na JTBC como a reencarnação da TBC.
Linha do tempo
- 26 de junho de 1964: Lançada a Tongyang Broadcasting Company.
- 7 de dezembro de 1964: TBC-TV começou a transmitir no canal 7.
- 30 de novembro de 1980: a TBC-TV se fundiu com a KBS Television pela lei especial de Chun Doo-hwan, presidente das autoridades militares, resultando no lançamento da KBS 2TV.
- 22 de julho de 2009: A emenda da lei de mídia foi aprovada pela assembleia nacional para desregulamentar o mercado de mídia da Coreia do Sul.
- Foi uma resposta do governo sul-coreano ao Cho-Joong-Dong (The Chosun Ilbo, JoongAng Ilbo e Dong-a Ilbo), que eram os maiores conglomerados de mídia, com o objetivo de lançar o mercado de cabo.[3]
- 31 de dezembro de 2010: JTBC, TV Chosun, MBN, Channel A selecionados como emissores gerais do canal de televisão a cabo.
- 11 de março de 2011: JoongAng Ilbo estabeleceu a corporação JTBC.[4]
- 1 de dezembro de 2011: JTBC (Joongang Tongyang Broadcasting Company) (Canal número 15) começou a transmitir.[5]
- Maio de 2013: O ex-âncora de notícias da MBC, Sohn Suk-hee, foi designado o novo presidente da JTBC para sua divisão de notícias.
- Janeiro de 2015: JTBC constrói um novo edifício na Digital Media City em Sangam-dong, Seul.
- Novembro de 2018: Sohn Suk-hee é promovido a presidente e diretor executivo da JTBC.[6]
- Junho de 2019: JTBC adquiriu os direitos coreanos dos Jogos Olímpicos de 2026 a 2032.[7]
- Abril de 2020: JTBC muda seus noticiários para Creation Hall, começando com JTBC Newsroom, com seus outros programas seguindo o exemplo em 18 de maio.[8]
- Junho de 2021: JTBC compra uma participação majoritária no wiip da CAA.[9]

## Canais de televisão
| Logótipo | Canal            | Descrição                                                                         | Fundação                        |
| -------- | ---------------- | --------------------------------------------------------------------------------- | ------------------------------- |
|          | JTBC             | O canal principal. Notícias, esportes, entretenimento e drama.                    | 1 de dezembro de 2011 (13 anos) |
|          | JTBC2            | Canal de entretenimento e estilo de vida.                                         | 1 de março de 2016 (9 anos)     |
|          | JTBC Golf&Sports | Canal de esportes e golfe profissional.                                           | 11 de março de 2020 (5 anos)    |
|          | JTBC4            | Canal de entretenimento e estilo de vida.                                         | 20 de abril de 2018 (6 anos)    |
|          | JTBC Golf        | Canal profissional de golfe.                                                      | 16 de março de 2015 (10 anos)   |
|          | JTBC Zee TV      | Canal de entretenimento indiano. Co-propriedade da Zee Entertainment Enterprises. |                                 |

## Subsidiárias
- JTBC Plus
- JTBC Mediatech
- SLL (anteriormente JTBC Content Hub e JTBC Studios)
  - Drama House
  - Zium Content
  - BA Entertainment
  - Film Monster Co.
  - Perfect Storm Film
- JTBC Mediacomm

## Programas

### Telejornais
- JTBC Newsroom
- JTBC News Morning&
- Political Desk

### Reality show
- Knowing Bros

### Dramas
- Beloved Eun-dong
- Beyond Evil
- Can We Get Married?
- Gangnam Beauty
- Itaewon Class
- Man to Man
- Mirror of the Witch
- Sky Castle
- Snowdrop
- Strong Woman Do Bong-soon
- The World of the Married
- Welcome to Waikiki